# 207
Cette page concerne l'année 207  du calendrier julien. Pour l'année 207 av. J.-C., voir 207 av. J.-C. Pour le nombre 207, voir 207 (nombre). Pour la voiture, voir Peugeot 207.
L'année 207 est une année commune qui commence un jeudi.

## Événements
- En Italie, le brigand Bulla Félix (de), livré par une femme, est capturé et exécuté. Sa bande se disperse[1].